# Nicola Bacciocchi
Pour les articles homonymes, voir Bacciocchi.
Nicola Bacciocchi est un footballeur saint-marinais né le 16 décembre 1971. Il évolue au poste de milieu offensif et a joué en Italie pour Santarcangrolese avant de rejoindre le SP Domagnano. Il compte 32 sélections en équipe de Saint-Marin. Organisateur et buteur efficace, il fut élu meilleur joueur du championnat saint-marinais en 2002.

## Palmarès
- Champion de Saint-Marin : 2002, 2003 et 2005 avec le FC Domagnano, finaliste en 2004
- Vainqueur de la Coupe de Saint-Marin : 2001, 2002 et 2003 avec le FC Domagnano, finaliste en 2004 ;
- Vainqueur de la Supercoupe de Saint-Marin :2001 et 2004 avec le FC Domagnano.

## Statistiques
- 32 sélections, 1 but avec l'équipe de Saint-Marin ;
- 36 buts en championnat avec le FC Domagnano entre 2000 et 2007 ;
- 6 matches en Coupe UEFA.